# Bitwa pod Jerozolimą (66)
Bitwa pod Jerozolimą – starcie zbrojne w czasie wojny żydowskiej, które miało miejsce w roku 66 n.e.
We wrześniu 66 n.e. wojsko rzymskie pod dowództwem Cestiusza Gallusa wyruszyło w kierunku zajętej przez powstańców żydowskich Jerozolimy. Po dotarciu w pobliże miasta Rzymianie zbudowali ufortyfikowany obóz w Gabao. W tym czasie mieszkańcy widząc nadchodzącego przeciwnika chwycili za broń, atakując go i zadając mu wysokie straty. Zginęło 515 Rzymian, dodatkowo Gallus utracił część taboru zdobytego przez powstańców. Od całkowitej klęski uratował go dopiero atak jazdy rzymskiej na flanki przeciwnika.
Po kilku dniach Rzymianie podjęli natarcie w kierunku miasta. Po spaleniu północnych przedmieść podeszli pod drugi mur wewnętrzny, zamierzając zaatakować świątynię i wieże pałacu Heroda. Przez pięć dni żołnierze Gallusa starali się wedrzeć na północny mur świątyni. Za każdym razem zostali jednak odparci przez powstańców zasypujących ich gradem kamieni, strzał i oszczepów. Szóstego dnia Rzymianom udało się przy wykorzystaniu machin oblężniczych podejść pod mur i podłożyć ogień pod bramę północną. Ogień szybko zgasł, a obrońcy kontynuowali ostrzał.
Gdy wydawało się, że Rzymianie przypuszczą ostatni decydujący szturm, Gallus zdecydował o przerwaniu szturmów i wycofaniu się z miasta. Oddziały żydowskiej jazdy podążyły za wycofującym się przeciwnikiem, a następnie w śmiałym ataku zadali mu znaczne straty. Również kolejnego dnia Rzymianie byli zmuszeni odpierać ataki powstańców, ponosząc krwawe straty w ludziach i sprzęcie. Dnia 23 listopada 66 n.e. Rzymianie opuścili swój obóz w Gabao, wycofując się na zachód.